# Мате, Лайош
Лайош А. П. Мате (позднее -— Луис Мате; венг. Máté Lajos A. P.; англ. Louis Mate; 10 июля 1928, Будапешт — 10 ноября 2022, Лейксайд, Монтана) — венгерский горнолыжник. Участник зимних Олимпийских игр 1948 года.

## Биография
Лайош Мате родился 10 июля 1928 года в венгерском городе Будапешт.
Окончил университет Этвеша Лоранда в Будапеште. Работал продавцом автомобилей.
Выступал в соревнованиях по горнолыжному спорту за МОЛСПЕД. Десять раз становился чемпионом Венгрии.
В 1948 году вошёл в состав сборной Венгрии на зимних Олимпийских играх в Санкт-Морице. В скоростном спуске занял 84-е место, показав результат 4 минуты 9,0 секунды и уступив 1 минуту 14 секунд завоевавшему золото Анри Орейе из Франции. В слаломе занял 48-е место с результатом 3.00,6 по сумме двух заездов, проиграв 50,3 секунды победителю Эди Рейнальтеру из Швейцарии. В комбинации занял 66-е место, набрав 89,62 очка и уступив 86,35 очка завоевашему золото Анри Орейе из Франции.
В 1954 году участвовал в чемпионате мира в Оре. В гигантском слаломе занял 22-е место.
После событий 1956 года в Венрии эмигрировал в США. Поселился в Кливленде, сменил имя на Луиса Мате. Впоследствии переселился в Солт-Лейк-Сити, где открыл автосалон Mate's Sports Car Clinic.
В 2002 году покинул активный бизнес и поселился в Айдахо. 
Умер 10 ноября 2022 года в американской статистически обособленной местности Лейксайд в штате Монтана.